# Engagement civique
Cet article concerne un parti politique. Pour le concept général, voir Civic engagement (en).
L'Engagement civique (en italien : Impegno Civico, IC), est une coalition de partis politiques centriste en Italie, qui a été lancée le 1er août 2022 pour les élections générales italiennes de 2022, avec le groupe d' Ensemble pour le futur (IpF) de Luigi Di Maio et le Centre démocrate (CD) de Bruno Tabacci.
L'alliance est membre de la coalition de centre gauche, menée par le Parti démocrate.

## Historique

### Contexte
En juin 2022, le ministre des affaires étrangères Luigi Di Maio, ainsi que plusieurs députés et sénateurs, quittent le M5S et lancent Ensemble pour le futur (IpF), un groupe parlementaire crée à la Chambre et au Sénat, et qui a été rejoint également par deux députés européens.
À la suite de la démission de Mario Draghi et de la tenue d'élections anticipées en septembre, Di Maio a entamé des pourparlers avec Bruno Tabacci, dirigeant du Centre démocrate (CD), autour de la possibilité de former une liste commune pour les prochaines élections,.

### Formation
Le 1er août 2022 a lieu une rencontre, regroupant Luigi Di Maio et Bruno Tabacci, et certains membres d'Ensemble pour le futur comme Lucia Azzolina, Emilio Carelli (it), Laura Castelli (it), afin d'annoncer la création de la coalition intitulée « Engagement civique » et dévoiler le logo. Luigi Di Maio critique vivement Giuseppe Conte, Matteo Salvini et Silvio Berlusconi, les qualifiant d'« extrémistes », ajoutant que « leur victoire isolerait l'Italie de l'Europe ».
Initialement, le Parti républicain italien (PRI) rejoint l'alliance mais se retire le 8 août pour s'allier à Italia Viva (IV) et la coalition d'Action-Italia Viva-Calenda,.
Des micro-partis comme l'Agenda civique national (ACN) et la Proposition socialiste démocratique innovante (PSDI) décident de rejoindre l'alliance électorale respectivement le 11 et le 14 août,.

## Composition
| Parti | Parti | Parti                                                | Idéologie                                   | Dirigeant        |
| ----- | ----- | ---------------------------------------------------- | ------------------------------------------- | ---------------- |
|       |       | Ensemble pour le futur (IpF)                         | Fédéralisme européen Atlantisme             | Luigi Di Maio    |
|       |       | Centre démocrate (CD)                                | Centrisme Libéralisme Démocratie chrétienne | Bruno Tabacci    |
|       |       | Agenda civique national (ACN)                        | Progressisme                                | Alessio Pascucci |
|       |       | Proposition socialiste démocratique innovante (PSDI) | Social-démocratie                           | Mario Cali       |